# 普通天使
《普通天使》（英語：Ordinary Angels）是一部2024年美國福音劇情片，由強·岡恩執導，梅格·蒂莉和凱莉·弗萊蒙·克雷格編劇，根據1994年北美寒流期間發生的真實事件改編，講述了路易斯維爾的喪偶父親艾德·施密特（Ed Schmitt）努力照顧著生病的小女兒，並背負著龐大的醫療費用。一名美髮師自願介入一家人的生活予以幫助，並在小女兒病危時號召居民伸出援手。本片由希拉蕊·史旺、艾倫·里奇森、南西·崔薇絲和塔瑪拉·瓊斯主演。
《普通天使》2024年2月23日由獅門負責美國院線上映。電影獲得了影評界的正面評價，票房收入達2000萬美元，而製作預算約1200萬至1300萬美元。

## 劇情
1994年的肯塔基州路易斯維爾，雪倫·史蒂文斯是酗酒的美髮師，儘管被髮廊合夥人蘿絲堅持要求參加戒酒無名會，但仍無法改掉陋習，並與兒子德瑞克疏遠。某日，雪倫從報上讀到五歲小女孩蜜雪兒·施密特因肝臟問題而受苦；雪倫參加了蜜雪兒母親的葬禮，並向蜜雪兒父親艾德聲稱自己將提供協助。
雪倫將幫助施密特一家視為自己人生的新目標，於是組織了一場24小時的美髮活動籌集資金，以減輕艾德的負擔。艾德正為自己的經濟負擔而苦苦掙扎時，雪倫帶著三千多美元的募款到來，艾德之母芭芭拉邀請她共進晚餐。隔日，雪倫發現醫院的帳單總額達到驚人的40萬美元時，仍決定繼續幫助艾德。艾德不願意接受幫助，但雪倫堅持已見，並幫他從一家重建公司獲得了臨時工作：翻修五十座因龍捲風而受損的屋頂。艾德孜孜不倦地工作，而雪倫則在社區遊說，尋求當地企業的捐款。與此同時，雪倫仍嘗試接觸德瑞克，但德瑞克仍對母親抱有敵意。
在蜜雪兒的藥物不斷漲價時，雪倫說服了醫院，消除艾德的債務。隨著蜜雪兒的病情惡化，醫生表示，她只剩下四到六週的時間，迫切需要肝臟移植。蜜雪兒已登上捐贈者名單之首，需要立即搭乘飛機飛往奧馬哈動手術。雪倫再次運用自己的口才來弄到飛機。雪倫安排電視新聞人士拜訪艾德的家以向大眾募款，但艾德重視隱私，憤怒地駁回了他們。那天晚上，芭芭拉要雪倫照顧女孩們，但當艾德回來時發現雪倫因喝醉而嚇壞了女兒，於是請她離開，不要再回來。
聖誕節過後，雪倫下定決心戒酒，並給德瑞克留下了衷心的告別留言。同時，有關蜜雪兒的故事終於在當地新聞中播出。1月中旬，路易斯維爾遭遇大風雪時，終於有肝臟能供蜜雪兒所用，但她必須在六小時內到達奧馬哈。儘管機場關閉，雪倫還是說服他們清理跑道，並找到了一名願意勇敢面對風暴的飛行員。同時，所有去機場的路線都被封閉，艾德絕望之下打算讓出肝臟，但蘿絲的親戚及時到達，告知了替代方案。
電視台透過新聞招募到了一名曾參與越戰的直升機飛行員，並開著直升機到戴夫牧師指定的停車場。全鎮齊心協力鏟雪，為直升機降落騰出空間。德瑞克意外現身幫忙並與雪倫和解。艾德和蜜雪兒成功搭上了直升機前往機場，最後在奧馬哈的醫院完成肝臟移植。從片尾的文字描述得知，蜜雪兒成功康復，2014年從大學畢業，一年後結婚；而艾德與雪倫仍長期維持著友誼。

## 演員
- 希拉蕊·史旺飾演雪倫·史蒂文斯（Sharon Stevens）[7]
- 艾倫·里奇森飾演艾德·施密特（Ed Schmitt）[8]
- 艾蜜莉·米契（Emily Mitchell）飾演蜜雪兒（Michelle）[9]
- 史凱沃·休斯（Skywalker Hughes）飾演艾希莉（Ashley）[9]
- 南西·崔薇絲（英语：Nancy Travis）飾演芭芭拉（Barbara）[9]
- 塔瑪拉·瓊斯（英语：Tamala Jones）飾演蘿絲（Rose）[9]
- 德魯·鮑威爾（英语：Drew Powell (actor)）飾演戴夫牧師（Pastor Dave）[9]
- 南希·索里爾（英语：Nancy Sorel）飾演維吉尼亞（Virginia）
- 艾美·艾克飾演泰瑞莎（Theresa）[9]

## 製作
本片改編自1994年北美寒流期間發生的真實事件。音樂家戴夫·馬修斯向製片人強·柏格（Jon Berg）推銷了此故事，柏格將此引薦給獅門，獅門則找上凱文·唐恩斯及其王國故事公司團隊，打算將其拍成劇情片。據2022年3月的報導，本片由希拉蕊·史旺和艾倫·里奇森主演，強·岡恩執導並與強·厄文編寫了劇本草稿的最新版。梅格·蒂莉和凱莉·弗萊蒙·克雷格貢獻了劇本的初期稿並最終獲得了編劇署名。電影2022年4月在加拿大溫尼伯展開主要拍攝，2022年6月在纽约州奥尔巴尼拍攝。

## 發行
《普通天使》由獅門定檔2024年2月23日於美國院線上映，2024年3月26日採VOD發行。電影在美國原定2023年10月13日上映，為了避免與演唱會電影《泰勒·斯威夫特：時代巡迴演唱會》競爭而延期。不久之後，索尼影視發行國際以第六攝影棚電影的名義取得部分國家的發行權。電影2024年4月26日在英國上映。

## 反響

### 票房
在美國和加拿大，《普通天使》與《鬼滅之刃 絆之奇蹟，邁向柱訓練》和《浪跡女孩》一起上映，外界預估本片於首映週末能從2800家影院獲得500至700萬美元的票房。本片首映票房達650萬美元，位居當週票房排名第三。第二個週末票房為390萬美元（僅下降38%），同樣名列第三。

### 評價
本片在爛番茄網站上根據100名影評人的評分，新鮮度達84%，平均得分6.5／10。該網站的共識影評：「希拉蕊·史旺憑藉著一絲優雅及宿命氣息，穩定了這種甜美的人性表現，扮演了觸動所有《普通天使》心弦的角色。」在Metacritic網站上，電影根據16名影評人的評分，取得57分（滿分100），象徵「普遍好評」。受CinemaScore調查的觀眾在A+至F間，給予本片罕見的「A+」。
《綜藝》的寇特妮·霍華德（Courtney Howard）在影評中寫道：「史旺的角色好猜到令人生畏，但憑藉她幹練的演技，足以深植人心並喚起同情。此外，她與米契和休斯相處的情景渾然天成，兩位童星本身就是冉冉升起的新星，以合適的表演成功演出了早熟的效果。」

## 外部連結
- 官方网站
- 互联网电影数据库（IMDb）上《普通天使》的资料（英文）